# Edward Antczak
Edward Grzegorz Antczak (ur. 9 marca 1956 w Gardnie Wielkiej) – polski lekkoatleta, sprinter, medalista mistrzostw Europy juniorów i mistrzostw Polski, reprezentant kraju, następnie trener lekkiej atletyki.

## Kariera sportowa
Był zawodnikiem Gryfa Słupsk i AZS AWF Warszawa.
Na mistrzostwach Europy juniorów w 1975 wywalczył brązowy medal w sztafecie 4 x 400 metrów, z wynikiem 3,09,7 (z Henrykiem Galantem, Wiesławem Puchalskim i Markiem Jakubczykiem), a w biegu na 400 metrów zajął 4. miejsce, z wynikiem 47,44. Dwukrotnie startował w halowych mistrzostwach Europy. W 1977 zajął 6. miejsce w biegu na 400 metrów, z czasem 47,82, w 1978 w tej samej konkurencji nie ukończył biegu półfinałowego
Na mistrzostwach Polski seniorów na otwartym stadionie wywalczył dwa srebrne medale w sztafecie 4 x 400 metrów (1977, 1978). Indywidualnie najbliżej podium był w 1977 i 1981, zajmując w biegu na 400 metrów 6. miejsce.
W halowych mistrzostwach Polski seniorów zdobył trzy medale w biegu na 400 metrów – złoty w 1980, srebrny w 1978 i brązowy w 1977. 
Po zakończeniu kariery sportowej był trenerem lekkoatletyki, a jego najwybitniejszym zawodnikiem jest Tomasz Czubak. W  plebiscycie Głosu Pomorza został wybrany najlepszym trenerem województwa słupskiego w 1993 roku.
Rekord życiowy w biegu na 400 m: 46,79 (26.05.1980).